# Alexander Peak
Der Alexander Peak ist ein 680 m hoher Berg am nördlichen Ende der Haines Mountains in den Ford Ranges im westantarktischen Marie-Byrd-Land.
Entdeckt wurde er während vermutlich bei einem Überflug während der ersten Antarktisexpedition (1928–1930) des US-amerikanischen Polarforschers Richard Evelyn Byrd. Das Advisory Committee on Antarctic Names benannte ihn nach Clair D. Alexander (1906–1980), ein Teilnehmer Byrds zweiter Antarktisexpedition (1933–1935).